# Кирххаймболанден
Кирххаймболанден (на немски: Kirchheimbolanden) е град в югоизточен Рейнланд-Пфалц, Германия, със 7815 жители (2015) и площ от 26,35 km².
Споменат е за пръв път в документ през 774 г. Граф Хайнрих II фон Спонхайм-Боланден († 1393) издига селото през 1368 г. на град и го прави своя резиденция.